# Knäppupp AB
Knäppupp AB, bolag som startades 1952 av Povel Ramel och Felix Alvo i samband med premiären av den första Knäppupprevyn detta år. Det officiella namnet är idag Aktiebolaget Knäppupp, Ramel-Alvoproduktion.
Knäppupp som begrepp förknippas ofta enbart med de produktioner som Povel Ramel själv medverkade i, men företaget spelade i decennier en stor roll för många svenska artister som produktionsbolag, skivbolag, filmbolag m.m. I Knäppupps skivutgivning fanns också flera utländska stjärnor. 

## Scenproduktioner
- Knäppupp I - Akta huvet (1952–1953)
- Djuprevyn 2 meter (1953–1954)
- Knäppupp II - Denna sida upp (1954–1955)
- Spectacle (1955–1956)
- Stig Lommers sommarrevy 1956
- Knäppupp III - Tillstymmelser (1956–1957)
- Kråkslottet (Karl Gerhards Eriksgata) (1957–1958)
- Spetsbyxor (1958)
- Stig Lommers sommarrevy 1958
- Funny Boy (1958–1959)
- Två träd (1959)
- Doktor Kotte slår till eller Siv Olson (1959–1960)
- Karl Gerhards jubelsommar (1960)
- Alla 4 (Semestersångarna) (1960–1961)
- Ursäkta handsken (1961)
- My Fair Lady (1961)
- I hatt och strumpa (1961–1962)
- Pappa, pappa, stackars pappa, mamma har hängt dig i garderoben och jag känner mig så nere (1962)
- Dax igen (1962–1963)
- Pyjamasleken (1963–1964)
- Den stora effekten (1964)
- Ryck mej i snöret (Nya ryck i snöret) (1964–1965)
- En kul grej hände på väg till Forum (1965)
- Ta av dej skorna (1965–1966)
- Du grabbar (1965)
- På avigan (1966–1967)
- Bom krasch (1966)
- Svendska revyn (1967)
- Vi älskar er (1967)
- Milda makter (1967–1968)
- De sista entusiasterna (1968)
- The PoW show (PoW show I) (1969–1970)
- Sven Olsons trio (periodvis 1971–1988)
- Karamellodier (1972)
- PoW show II (1974)
- Minspiration (1981–1982)
- Tingel Tangel på Tyrol (1989–1990)
- Knäpp igen (1992–1993)
- Kolla klotet (1996–1997)
- Som om inget hade hänt (2000)

## Diskografi
- Stenkakor (78-varvare): Kp-serien
- LP-skivor: KLP-serien (1957–1991)
- LP-skivor: KNLP-serien (1967–1971)
- LP-skivor: SPO serien (1973–1974)
- EP-skivor/singlar: KNEP-serien (1954–)
- EP-skivor/singlar: 4500-serien
- EP-skivor/singlar: KNEP 1000-serien
- EP-skivor/singlar: D-serien
- EP-skivor/singlar: KN-serien

## Filmografi
- 1954 I rök och dans
- 1955 Afrikafilmen
- 1956 Ratataa
- 1957 Far till sol och vår
- 1958 Den store amatören
- 1959 Sköna Susanna och gubbarna